# Polarització d'ones lluminoses
Els fenòmens ondulatoris (interferències i difracció), s'interpreten correctament a la teoria ondulatòria prescindint del significat de la variable lluminosa i de que aquesta sigui una magnitud escalar o vectorial. A la teoria electromagnètica de la llum, la variable lluminosa és una magnitud vectorial i la seva direcció és perpendicular a la de la propagació. Per tant, les ones lluminoses son transversals i la variable lluminosa és anomenada vector lluminós. L'equació de les ones lluminoses, on y i A són vectors, és aleshores:
{\displaystyle y=A\ sin\ w{\bigl (}t-{\frac {x}{v}})}
Abans de la teoria electromagnètica ja s'havia trobat que les ones lluminoses deurien ser transversals. Aquesta evidència la trobem en els fenòmens de polarització. Si les ones fossin longitudinals, existiria simetria de revolució al voltant del raig lluminós i no es podrien produir aquests fenòmens.

## Llum polaritzada
La llum natural està produïda per l'emissió de trens d'ones per focus microscòpics. La llum natural està constituïda per la superposició de tren d'ones independents, en cadascun dels quals el vector lluminós y té una orientació que no serà necessàriament la mateixa que en els altres. Com ha de ser perpendicular a la direcció de propagació, estarà contingut en un pla perpendicular a aquesta direcció, però amb orientacions a l'atzar. Tot pla que contingui a y i a la direcció de propagació s'anomena pla de vibració Pv. A la llum natural, els plans de vibració estan orientats a l'atzar tenint sempre la direcció de propagació. Aquesta orientació a l'atzar dels vectors lluminosos no es pot manifestar a través de l'observació directa, sinó que es necessita l'experimentació adequada.

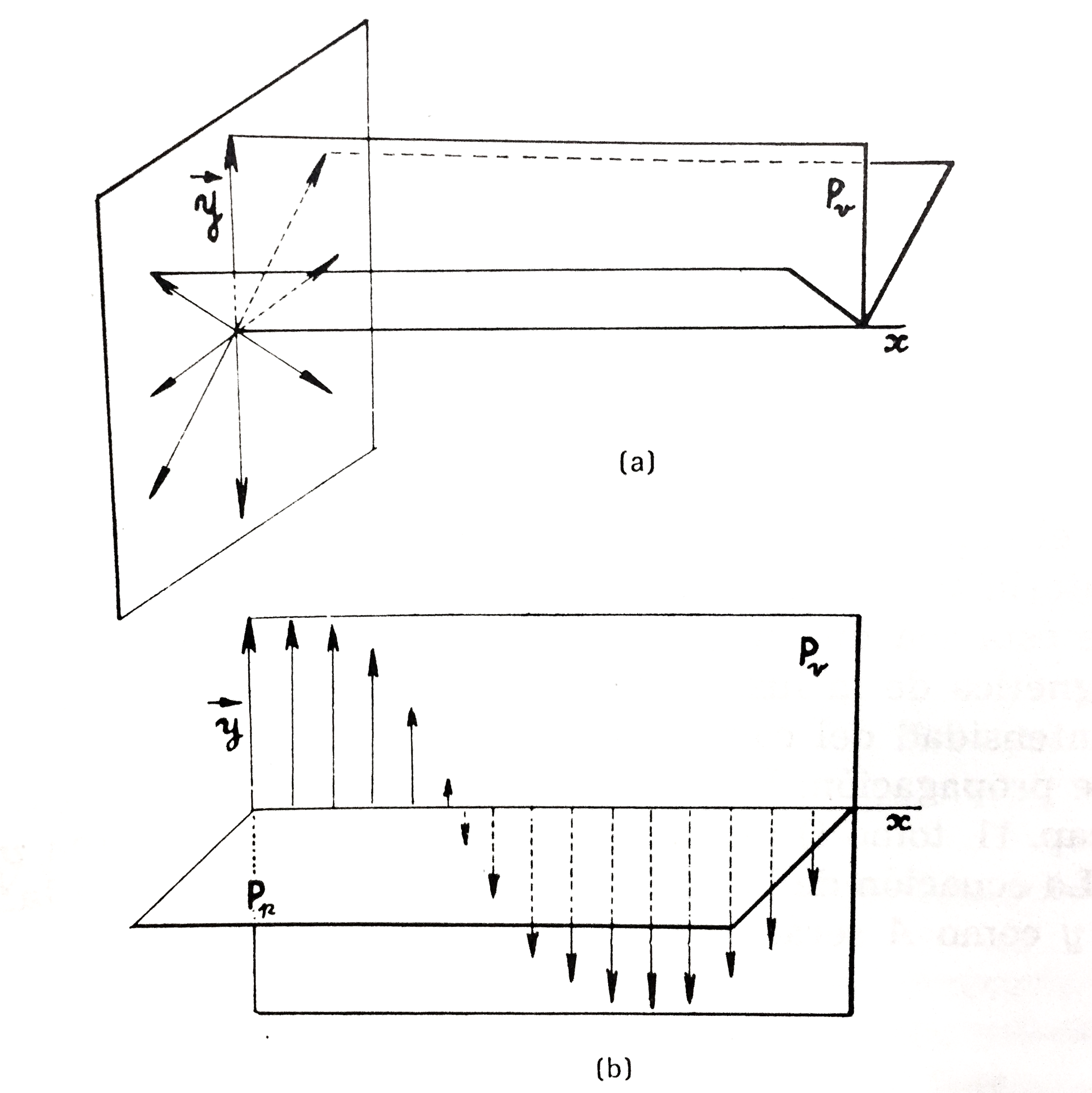
a) Ona lluminosa i pla de vibració.
b) Pla de polarització i de vibració.

Si podem aconseguir que en una ona lluminosa la direcció del vector lluminós sigui constant, direm que la llum està polaritzada linealment. El pla que passa pel raig i és perpendicular a la direcció de y s'anomena pla de polarització Pp o és perpendicular al de la vibració.
Els primers fenòmens de polarització van ser observats per Huygens al 1690, observant la llum a través d'un mirall d'espat a Islàndia, però van ser interpretats per Fresnel 100 anys després. 

## Cristalls anisòtrops
Fins ara hem considerat la propagació de la llum a través de medis isòtrops. Existeixen medis en els que, tot i ser homogenis, certes propietats físiques depenen de la direcció en la qual les estudiem. En particular, la celeritat de la llum no és la mateixa en direccions diferents. Els medis cristal·lins, donada la seva estructura, són anisòtrops si exceptuem els que cristal·litzen en el sistema cúbic.

Els cristalls anisòtrops presenten la propietat de que un raig incident a l'interior del cristall es propaga amb dos celeritats diferents que depenen de la direcció del raig incident. A la sortida del cristall tindrem els raigs. El fenomen s'anomena doble refracció i als cristalls se’ls anomena birefringents. El primer en observar aquest fenomen va ésser Bartholin, al 1669, estudiant la propagació de la llum a través d'un cristall d'espat. Observant un objecte a través d'aquest cristall es poden veure dos imatges. Si variem la direcció incident, les dos imatges s'aproximen o s'allunyen. Variant de manera que s'aproximin aconseguirem que coincideixin. La direcció per la qual això succeeix és per un eix òptic del cristall i que en tal direcció es comporta con si fos isòtrop. Com a màxim podem aconseguir dos direccions en les que succeeixi la monorefrigerència. Els cristalls que posseeixin aquestes dos direccions privilegiades, o sigui dos eixos òptics, s'anomenen biàxics. Els que només presenten un eix òptic se’ls anomena uniàxics. Entre els primers tenim l'aragonita, la mica, el guix cristal·litzat, etc. Entre els segons, l'espat d'Islàndia, el quars, la turmalina, etc. 

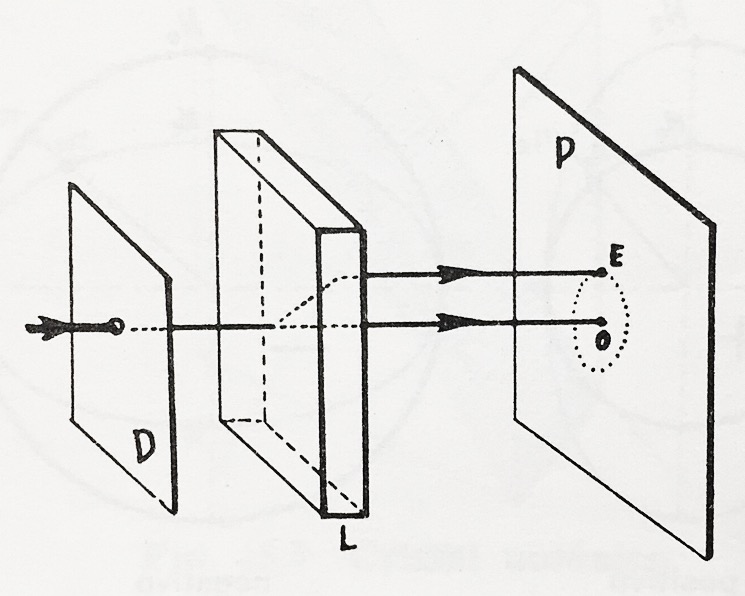
Doble refracció

Si agafem un cristall uniàxic en forma de làmina de cares paral·leles i hi fem incidir un feix lluminós estret a les cares, a la sortida hi veurem un raig en la direcció incident, que donaria una taca lluminosa sobre una pantalla. L'altre raig emergent és paral·lel al incident però està desviat lateralment. El primer, anomenat raig ordinari, compleix amb les lleis de la refracció, i el segon, anomenat extraordinari, no les compleix (perquè incidís de forma normal hauria d'emergir en la mateixa direcció que el raig incident). L'índex de refracció del raig ordinari es manté contant per qualsevol direcció incident, però el corresponent al raig extraordinari varia al variar l'angle d'incidència. Si en un punt qualsevol prenem sobre cada direcció d'incidència dos vectors de mòduls respectivament iguals a cadascun dels índexs, el lloc geomètric dels extrems dels vectors del raig ordinari és una esfera de radi igual al de l'índex n0, mentre que el corresponent als índexs ne del raig extraordinari és un elipsoide de revolució al voltant de l'eix òptic.      

## Prisma polaritzador de Nicol

Prisma polaritzador de Nicol.

El prisma polaritzador de Nicol va ser l'aportació més rellevant del científic al 1828. Amb ell es va aconseguir obtenir llum polaritzada a partir de la llum natural.
William Nicol va construir aquest dispositiu a partir de dos cristalls d'espat d'Islàndia enganxats amb bàlsam del Canadà.
L'espat d'Islàndia té la propietat òptica de la birefringència. La llum que el travessa es divideix en dos raigs, un amb un índex de refracció ordinari i l'altre extraordinari.
En aquesta disposició de materials ben obtinguda s'hi fa incidir un feix de llum natural, no polaritzada, que produeix un feix polaritzat linealment en el pla. Si aquest prisma es col·loca després que la llum hagi travessat una substància qualsevol, servirà per analitzar el raig emergent de la substància.
Amb el prisma de Nicol es va poder arribar a al polimetria, estudi fonamental per analitzar l'activitat òptica de les substàncies orgàniques i l'estructura molecular. Però el descobriment de Nicol va servir sobretot per desenvolupar el microscopi de llum polaritzada, que significa una valuosa eina per a la investigació forense.
Abans del mètode que va idear Nicole quant a les fines pel·lícules pel seu estudi microscòpic, els científics havien d'utilitzar una font de llum reflectida, fet que els impedia examinar l'interior les mostres. Amb l'invent de Nicol es va poder veure l'interior i exterior d'aquestes, ja que permetia emetre  la llum disposada des de baix.  